# Pommerozygiidae
Pommerozygiidae zijn een uitgestorven familie van weekdieren uit de klasse van de Gastropoda (slakken).

## Taxonomie
De volgende taxa zijn bij de familie ingedeeld:
- † Pommerozygia Gründe!, 1998
  -  † Pommerozygia mahajangensis Kiel, 2006